# 所羅門
所罗门（希伯来语：שְׁלֹמֹה，公元前990年—前931年）天主教译为撒罗满，阿拉伯语称为苏莱曼（سليمان）。根据《希伯來聖經》记载，是以色列王國第三位國王，大卫家族第二位国王。在《古兰经》，则视之为先知。据《希伯來聖經》记载，所罗门王是大衛王与拔示巴的儿子。
据圣经记载，所罗门王是耶路撒冷第一聖殿的建造者，并有超人的智慧，大量的财富和无上的权力。但最后由于所罗门王晚年的罪过导致在他的儿子罗波安执政时期王国发生了分裂。所罗门王还是后世许多文献和传说的主角。

## 圣经生平

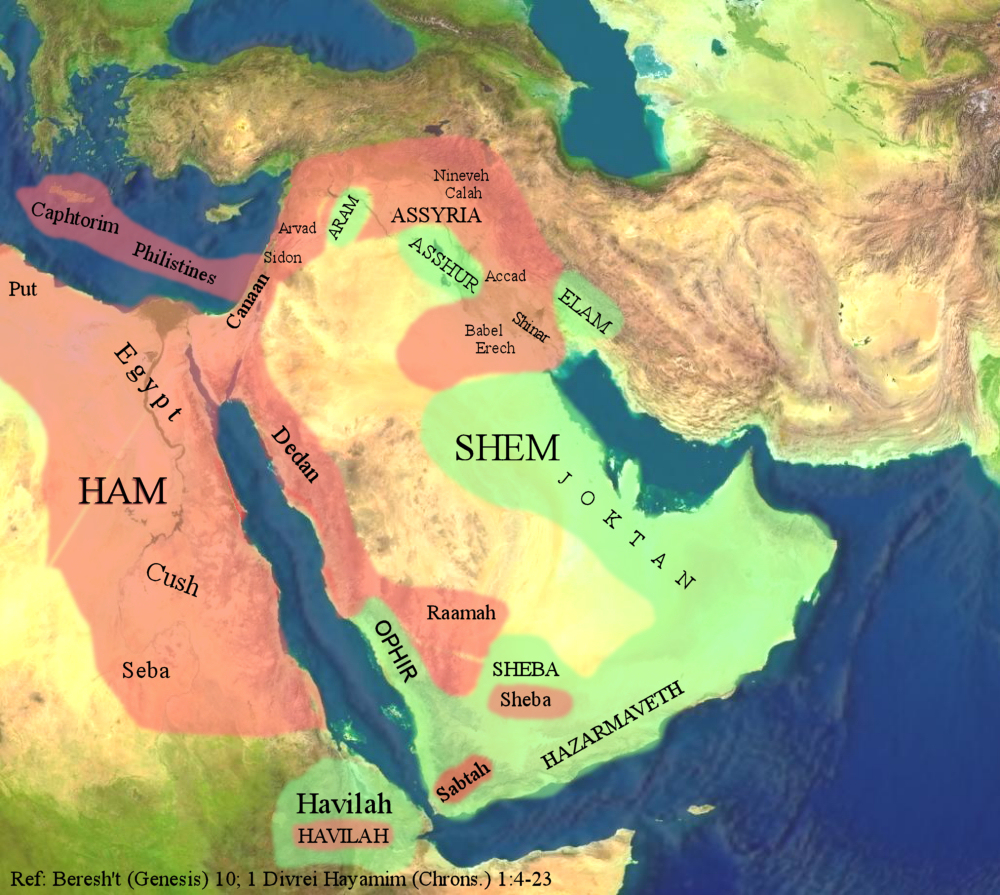
古以色列人眼中的中东

### 家庭
所罗门王的父亲是伯利恆的大衛王，耶西之子；母亲是拔示巴。所罗门王的兄弟有押沙龙、暗嫩、亚多尼雅。

### 继位
当所罗门王的父亲大卫王公元前970年去世之后，他成为了新的国王。根据圣经《列王纪》的记载，“大卫王年纪老迈，虽用被遮盖，仍不觉暖。”（列王紀上1:1），“所以臣仆对他说：「不如为我主我王寻找一个处女，使他伺候王，奉养王，睡在王的怀中，好叫我主我王得暖。」于是在以色列全境寻找美貌的童女，寻得书念的一个童女亚比煞，就带到王那里”（列王紀上1:2）。
当大卫王仍然在世的时候，他的第四个儿子，亚多尼雅就展开行动宣告他是新的国王。在他的兄弟暗嫩和押沙龙去世之后，他自己觉得他应该被立为王位的继承者。但大卫在很早之前，以耶和华之名为证，表明要将王位传给所罗门。由于亚多尼雅的计谋被当时的先知约拿单识破，并告知所罗门的母亲拔示巴，請她去告知大卫關於亚多尼雅的阴谋，并提醒大卫他之前的誓言。大卫当即将王位传给了所罗门。亚多尼雅得知消息后逃到祭坛，去抓住祭坛的角，让所罗门不要杀他。所罗门表示：“他若作忠义的人，连一根头发也不至落在地上；他若行恶，必要死亡。”（列王纪上 1:52 和合本）
亚多尼雅請求拔示巴讓他与亚比煞结婚，但所罗门认为这个请求无异于觊觎王位，所以抓住并处死了亚多尼雅。
为了实现大卫王对所罗门的临终遗言，所罗门将大卫的将军约押杀死了，因为约押在和平时期曾谋杀了押尼珥和亚玛撒。大卫王的大祭司亚比亚他被所罗门王放逐远方，因为他曾支持所罗门王的竞争者亚多尼雅。亚比亚他是世袭的大祭司，他的前任是以利，以利是一位非常重要的先知。示每被限制只能在耶路撒冷城内活动，但在三年之后，当他前往迦特去取回一些逃走的仆人时被杀死了。这也许是因为他在大卫的儿子押沙龙反叛大卫的时候曾诅咒过大卫的缘故。
除掉亚多尼雅之后，所罗门王接掌权力。期间与埃及公主结亲，并将合并后的国家划分为12个行省，建立了严格的税收制度。
为耶和华建立圣殿和為他自己的建立宮殿花费了他许多的时间，同時也為自己和國家積聚了大量的財富。事后所罗门领悟到世間上的事是毫无益处的劳苦（《传道书》2:11），因這些都會留給後人，卻不知那些後人能否管理到自己留下的財富，想到此處便覺勞苦都是沒有甚麼價值。

### 智慧

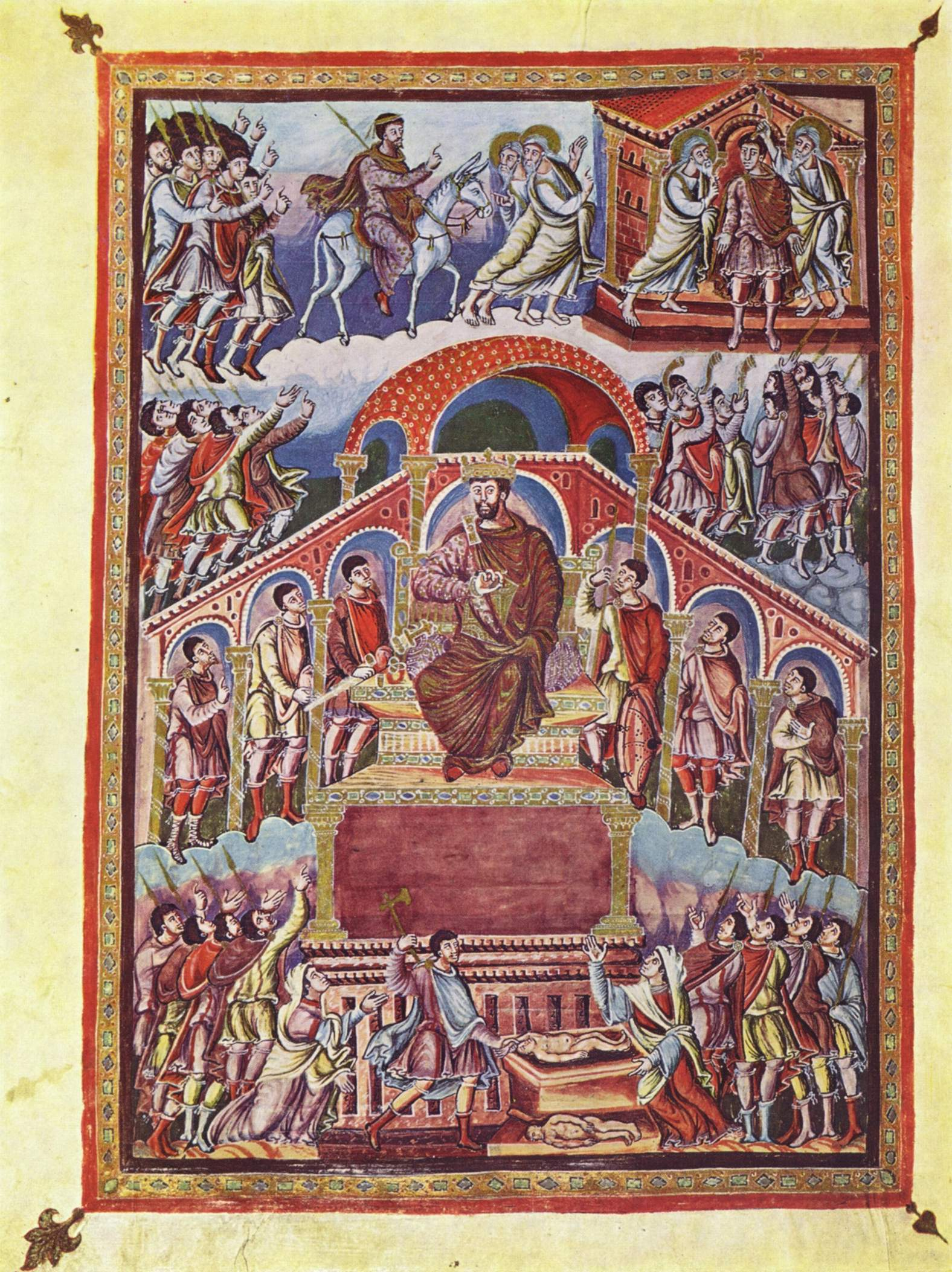
画家笔下的所罗门王的法庭。

所罗门王的其中一个特质就是他的智慧。所罗门王祈祷求耶和華「賜我智慧，可以判斷你的民，能辨別是非。不然，誰能判斷這眾多的民呢？」
神對他說：「因为你祈求智慧，而不為自己求壽、求富，也不求滅絕你仇敵的性命，而是祈求能洞察正义的智慧，我将赐予你你所祈求的东西⋯⋯」圣经还记载道：「普天下的王都求見所羅門王，想聆听神賜給所罗门王的智慧。」
有一个叫所罗门的审判的故事，两位新生儿的母亲带着一名男婴来到所罗门王面前，请求所罗门王裁决谁才是这个孩子的真正的母亲。有一位母亲的孩子在一个晚上死去了，这两位母亲都说这个仍然健在的孩子是自己的。当所罗门王建议将活着的孩子劈为两半，這时，男孩真正的母亲说她愿意放弃这个孩子，而另一位则说：“这孩子也不归我，也不归你，把他劈了吧！”所罗门王立即宣布那位愿意放弃孩子的母亲才是那个孩子真正的母亲，并将孩子还给了她。

### 示巴女王

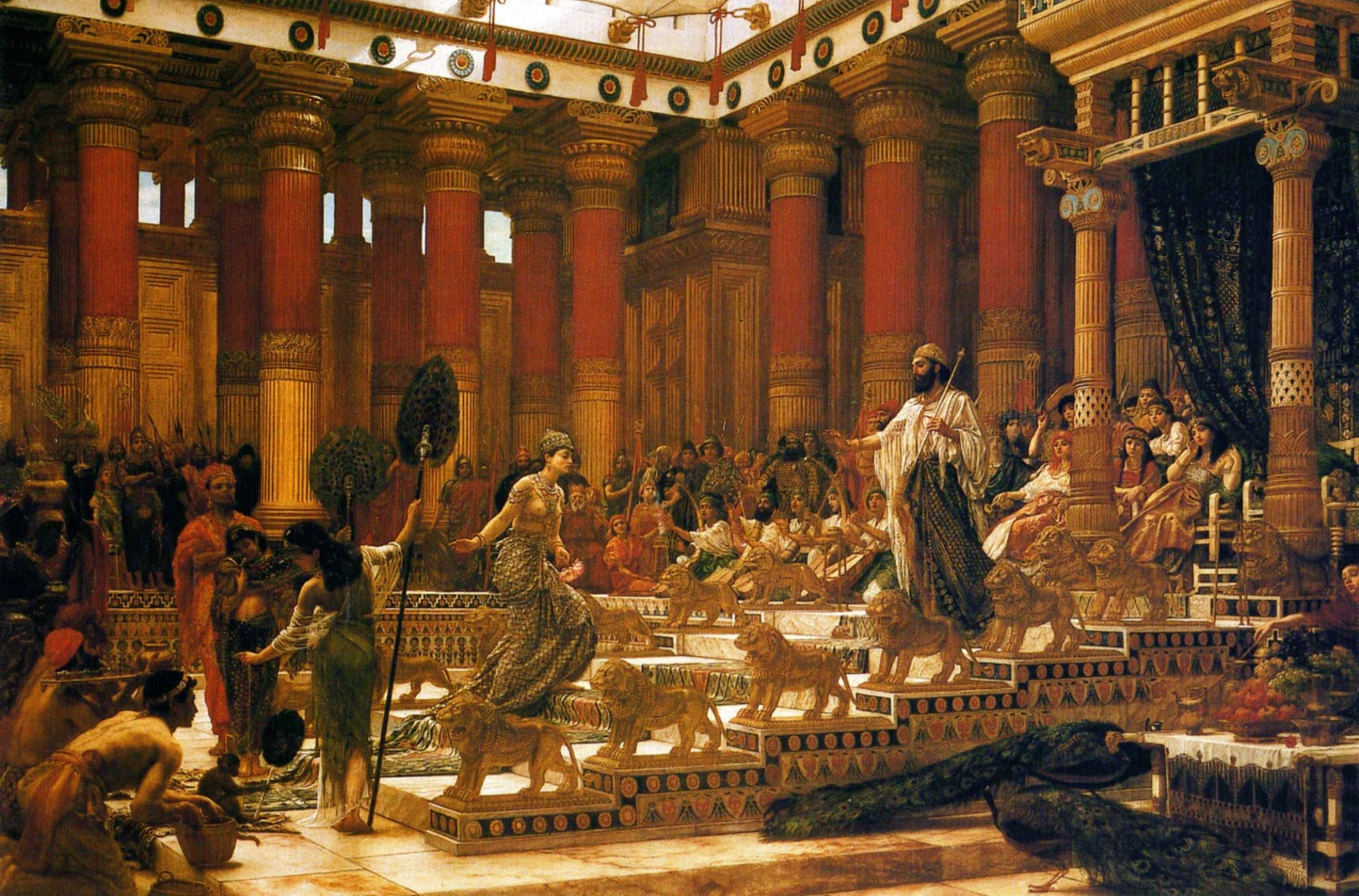
示巴女王會見所羅門王，爱德华·波因特，1890

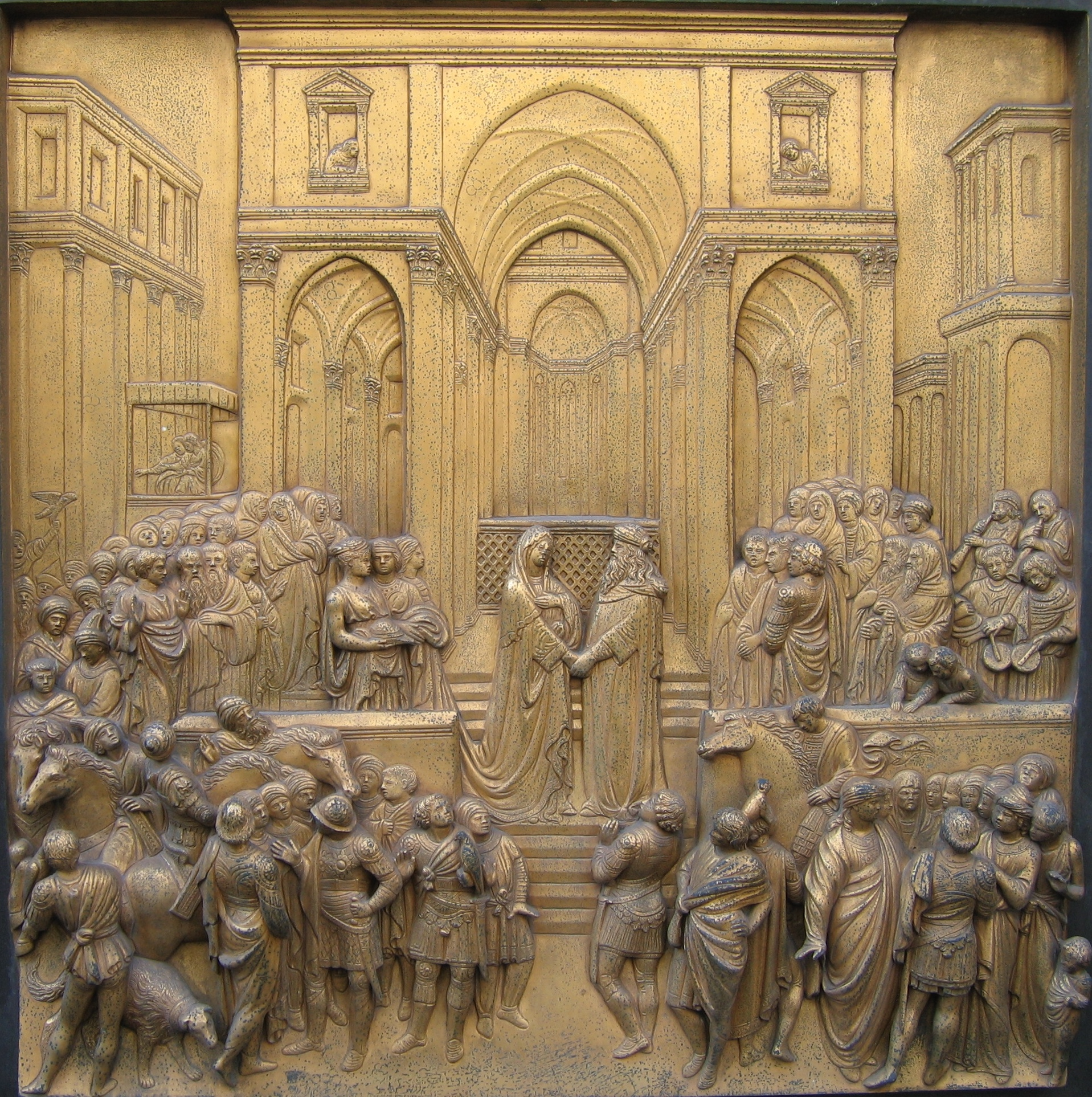
文艺复兴时期有关示巴女王会见所罗门王的浮雕

圣经用一篇简短的文章形容了所罗门王的智慧和财富的声望是如此广泛传播，以至于示巴女王决定去见所罗门王。据说女王去见所罗门王的时候带了许多的礼物，包括黄金，用各种用来装饰庙宇的罕有的宝石装饰以及一些谜语。当所罗门王给了「她所有她渴求的，任何她所提出的」，她感到非常的满足，并将所带的礼物都给了所罗门王（列王纪10:10）。
这段文章是否仅仅是简单的从一个外部的视角来形容所罗门王的财富和智慧，或者女王的这次见面是否有更重要的意义和她的那些谜语现在都已经不可考了；不过示巴女王的这次会见成了许多故事的主题。
示巴又称为Saba，是跨越红海、厄立特里亚、索马里、埃塞俄比亚和也门，直到阿拉伯费利克斯区的国家。据一篇希伯来语文章的叙述，所罗门王经常命令全世界的生物在他的面前舞蹈（这篇文章裡说神赐予了所罗门王可以控制一切有生命的东西的能力），但是一天，所罗门王发现戴胜鸟缺席了（这只鸟的希伯来语名称为Shade），于是，所罗门王召见了这只鸟，这只鸟告诉所罗门王它正在寻找一个新的地方。
这只鸟发现了一片位于东边的土地，那片土地有大量的金，银和植物。那片土地的统治者是示巴女王，首府是Kitor。后来这只鸟请求让所罗门王送它去邀请女王参加所罗门王的法庭。
在一篇衣索比亞民族史诗《众王荣耀》中，示巴女王与所罗门王发生了性关系，并在厄立特里亚的哈马森省的梅·贝拉生下了一个孩子。这个孩子是一个男孩，后来，他成了孟尼利克一世，阿克苏姆的国王，并建立了一个最终统治了超过2,900年的基督教国家阿比西尼亚帝国（其中有133年是扎格维王朝，直到一位合法的男性继承人恢复了王权）直到海尔·塞拉西一世于1974年被推翻。据说曼尼里克一世是一位虔诚的犹太人，并从所罗门王那里得到了一个约柜的复制品，然而，原始的约柜被转换了，他和母亲带着真正的约柜回到了阿克苏姆，并且直到现在为止约柜仍然在那里，有一位以守护约柜为终身任务的神父守护着它。
这条家系和约柜在衣索比亞的君主制所存在的那些世纪里一直都被其认为是其君主制的合法性的一个证明，整体说来，它对衣索比亞的文化还有很重大且持久的影响。但衣索比亞政府和教会拒绝了所有想看约柜的请求。
一些古典的犹太教教士抨击所罗门王的品德，并声称这个孩子应该是300年以后摧毁所罗门神庙的尼布甲尼撒二世的祖先。

### 婚姻與宗教
为了避免与邻国发生冲突，安定国家，所罗门王娶了几位强大邻国（埃及、摩押、赫族、以东、亚扪、腓尼基）的公主为妻，并保留他们各自的宗教信仰。使所罗门王的后宫中存在了繁殖女神、太阳神之类的异教偶像（相对于犹太人共同信仰的耶和华而言）。甚至为了讨好嫔妃，所罗门王甚至允许她们“在耶路撒冷对面的山上建筑丘坛”“自己的神烧香献祭”。列王紀上11：3更稱「所羅門有妃七百，都是公主；還有嬪三百。這些妃嬪誘惑他的心」。
虽然这些举措让嫔妃很高兴，但圣经记载说：“耶和华向所罗门发怒，因为他的心偏离向他两次显现的耶和华──以色列的神。耶和华曾吩咐他不可随从别神，他却没有遵守耶和华所吩咐的。所以耶和华对他说：『你既行了这事，不遵守我所吩咐你守的约和律例，我必将你的国夺回，赐给你的臣子。然而因你父亲大卫的缘故，我不在你活着的日子行这事，必从你儿子的手中将国夺回。只是我不将全国夺回，要因我仆人大卫，和我所选择的耶路撒冷，还留一支派给你的儿子。』”所罗门一死，公开的叛乱就爆发了，直接的起因是由于所罗门时代沉重的赋税和徭役。从此统一的王国分裂为北國以色列和南國猶大。

## 贡献

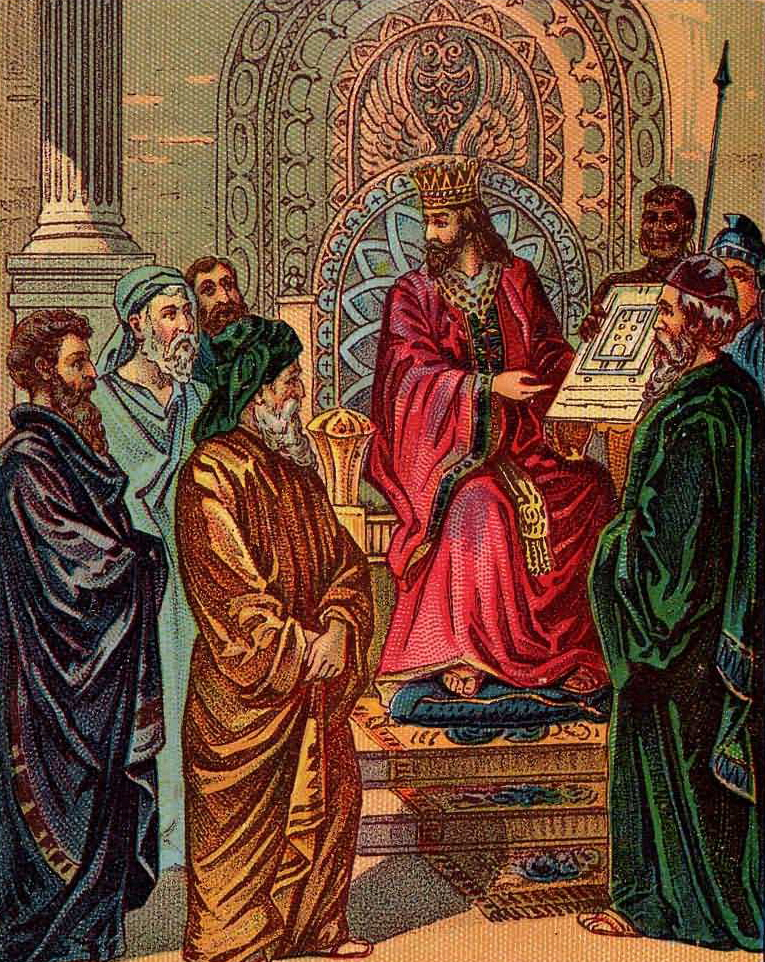
所罗门筹划圣殿建设

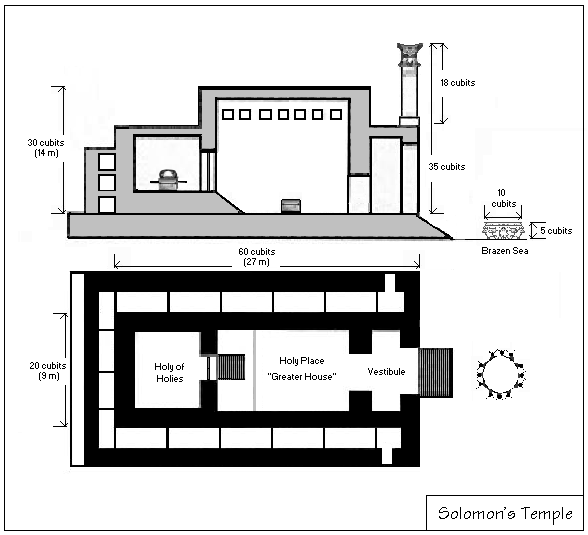
所罗门圣殿结构

在所罗门王统治的40年间，根据《圣经》记载，以色列王國达到了它最为显赫与昌盛的时期。根据《列王记上》10:14，所罗门王一年就收贡666他連得黄金（合39,960磅）。
所罗门被描述为将自己沉浸在奢华与东方王朝的华美，他的政权蒸蒸日上。他与推罗国王希蘭结盟，后者在许多事情上给予他支援。在去世前，大卫王为耶路撒冷圣殿的建设聚集原材料，以永久放置约柜。所罗门被描述为建设的完成者，他的建筑帮手很多，包括希蘭，以及从他而来的原材料。
在圣殿完成前，所罗门被描述为在耶路撒冷建设了许多其他的重要建筑，在长达13年之久中，他在奥菲尔处积极建设王宫（在耶路撒冷中心的一个小丘）。所罗门也为城市供水建设了许多重要工程，以及为保护城市的米罗。然而，在发掘耶路撒冷城的时候，这一时期的建筑遗迹没有多少被发现出来，圣殿与所罗门王宮也没有被发现。然而，一些很重要的，但是极具政治敏感性的地区没有被详细发掘，包括圣殿山，即传说中圣殿的地址。
所罗门被描述为在以色列别的地方建城，建设了；以旬迦别口岸，将达莫建设成为通商口岸即军事要点。所罗门还被描述为拥有1,400战车及12,000骑兵。虽然所罗门以旬迦别口岸的地点已知，但没有什么遗迹被发现。在所罗门增建或重建的城市中得到了许多考古发现，如夏瑣、米吉多，並基色 （Gezer）—《列王记上》9:15，这里都有很多古代遗迹，包括精湛的六房门，方石堆宫殿，以及建筑外水槽结构等，前者是考古学家认为是所罗门的马厩所在。
根据《圣经》，在所罗门统治时期，以色列的商业极其发达，有从推罗、埃及、阿拉伯等地，以及他施、俄斐和南印度等海路来的货物。

## 对后世的影响
他作箴言三千句，诗歌一千零五首。“我把以下一切事都记在心上，要寻出这一切事的底蕴：原来义人、智者和他们所做的事，都在上帝手中。世人并不知道他们之前的一切爱恨。”（《传道书》9:1）传道者说：“虚空的虚空，虚空的虚空，凡事都是虚空。”（《传道书》1:2）。在《次正經》中之《智慧篇》，相信為後世作家偽托所羅門王所著。

## 其他

### 年代学
所罗门统治的传统时期约在公元前970年到931年。他们的衍生来自圣经编年史，主要来自书中的古代编年史，从《创世纪》到《列王记》下，并根据古代人对宇宙起源、耶路撒冷沦陷，圣殿在公元前586年被毁。关于所罗门王所在的大卫朝中，这个编年史可以通过巴比伦和亚述历史中的一些记录，这些数据可以帮助考古学家用现代科技手段来定位当时的王朝。根据爱德文·R·蒂勒最常用的编年史，所罗门之死和王国分裂发生在公元前931年。蒂勒并没有直言所罗门统治的起始日期，而是根据《列王记》上，他统治了40年，因此根据蒂勒系统这与公元前970年相符。

### 评论

联合王国分裂成为北以色列国和南犹大国。

根据以色列·福肯斯坦和尼尔·石博曼所著的《圣经出土：古以色列和原始神圣经文考古学新解》，在大卫王与所罗门王时期，耶路撒冷的居民人数只有少于几百人，这对于从幼发拉底河一直延伸到以拉施的帝国来说这个根本不足。根据《圣经出土》考古学证据显示，所罗门王国时期的以色列不过是个小城邦，所以所罗门每年收贡666他連得黄金根本不可能。虽然福肯斯坦和石博曼都承认大卫与所罗门都是公元前10世纪时真實存在的国王，他们也认为对于以色列王国最早的独立记录大约是在公元前890年，犹大王国则是在公元前750年。他们认为出于宗教歧视，《圣经》的作者故意贬低多神论宗教，以至于将他们记录在犹大一神论黄金时期之后，以供奉耶和华。一些圣经极简主义者，如托马斯·L·汤普森继续辩驳道耶路撒冷只能在7世纪中叶才可能成为一个国家的都城。同样地，福肯斯坦也其他人认为所罗门圣殿的规模不可能。
这些观点被威廉·G·德芙、哈该·魏普特、安德烈·利马与阿芒·本托驳斥。利马在他的《古以色列：从亚伯拉罕到罗马摧毁圣殿》中认为圣经传统中的所罗门基本上是可信的。肯尼斯·凯彻也认为所罗门控制着一个相对富有的「迷你帝国」，而不是小的城邦，而他連得黄金也不是很多钱。凯彻计算了通过30年，一个相似大小的国家可以累积500吨黄金，这对于其他例子，如亚历山大从苏萨得到的1180吨黄金来说还算小的。类似凯彻，其他人认为所罗门圣殿规模是合理的，结构也符合当时时期的建筑风格。威廉·G·德芙认为“我们现在拥有青铜时期和铁器时期的类似建筑以对比《圣经》中“所罗门时期圣殿”的每一个细节特色。
所罗门时期的考古遗迹发掘的特点是迦南器皿的持续出土；然而缺少庞大帝国的陶器，而在当时阶段，非利士的陶器更加复杂。然而，虽然考古学多有进展，但是那一时代的证据依然缺乏。这也是可以理解的，因为巴比伦曾经洗劫过这一区域，而此地曾经被重建并毁灭了许多次。对于圣殿山（即所罗门圣殿的地址）的考古发掘没有任何进展，因为穆斯林对此极力阻挠反对。
从一种批评角度来说，所罗门为耶和华建造圣殿不应该是认为单单敬拜耶和华的，因为所罗门也在别的地方筑殿敬拜他神（《列王记上》11:4）。一些学者和历史学家辩驳道所罗门最初的意图是敬拜耶和华，这可以从他的祷告中看出（《列王记上》8:14-66），那时耶路撒冷是国家的宗教中心，代替示罗和伯特利等地。一些学者认为《列王记》中的段落不是同一作者所著，可能是《申命记》作者编订的。这样的观点與過去的想法不同，他们认为《列王记》是从所罗门朝廷记录中，以及当时的其它文章编订而成。

### 犹太经文
所罗门王是圣经里的中心人物之一，是犹太文明中宗教、民族与政治经久不衰的形象。作为耶路撒冷第一圣殿的建设者，以色列联合王国分裂前最后的统治者，所罗门王是与独立的以色列王国“黄金时期”的巅峰，同时也是律法与宗教智慧相联系的。根据犹太传统，所罗门王写了《圣经》中的三部书：
- 《箴言》：关于人生的寓言与智慧
- 《传道书》：关于沉思与所罗门王的自我反思
- 《雅歌》：一部不寻常的诗集，它的解释既可以是字面的（如男女之间的浪漫与两性关系）或是比喻的（上帝与他的子民的关系）。

希伯来文“致所罗门”（也可以翻译为“所罗门著”）出现在《诗篇》中的两部诗词中，这暗示着所罗门可能写了它们。

## 所罗门与宗教

### 犹太教
所罗门王因为纳妾过多而犯罪，虽然他知道圣经并不允许这样，但是他认为这对自己不适用。当所罗门王娶了埃及法老的女儿，一个沙岸就形成了并最终成为罗马帝国──该帝国摧毁了第二圣殿。所罗门渐渐失去他的智慧，有人说他重拾了他的地位，有的说他没有。但最后，他被认为是个正义的国王，特别是他對建设圣殿所做出的努力。

### 基督教

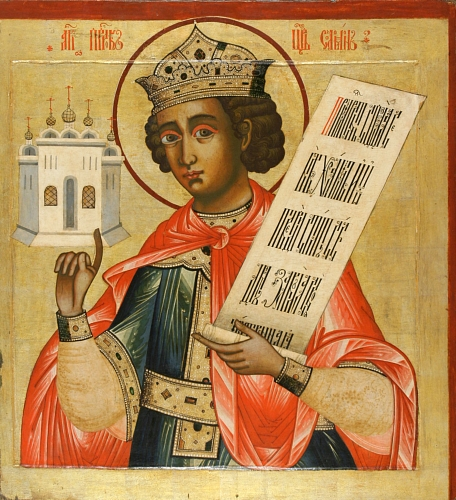
俄罗斯人绘制的所罗门王手持圣殿模型

基督教传统上接受所罗门的历史存在，虽然一些现代基督教学者质疑圣经中出在他的经文。这些争论将基督教分为传统派和现代派两大阵营。
《福音书》中有关耶稣的两份族谱中，只有马太提到了所罗门，但是路加则没有。一些评论家认为这就是问题之所在，另一些则不同意。因为路加使用的是玛利亚的族谱，而马太使用的是约瑟的，但是达勒·布克认为这是前所未有的，“特别在族谱中没有女性出现”。其他人则认为族谱中一个使用了皇室线索，另一个使用了普通线索，一个使用了法律线索，另一个使用了物理线索，或者说，约瑟是领养的。
耶稣提到了所罗门，并用他的对比作为对人生焦虑的安慰。这些被记录在《马太福音》6:29和《路加福音》12:27。
在东正教中，所罗门被分别为圣，给予了“正义先知与君王”。他的纪念日在神圣先祖周日被庆祝（几年主的诞生日宴会的两个周日前）。
西班牙国王費利佩二世致力于效法所罗门王。大卫王与所罗门王的雕塑立在埃斯科里亚尔費利佩王宫门口的左右。所罗门被绘在埃斯科里亚尔图书馆中心的壁画上。費利佩认为他的父亲查理五世与军事领袖大卫王类似，自己则更像思维逻辑性的所罗门。不但如此，埃斯科里亚尔建筑风格的灵感来自于所罗门圣殿。

### 伊斯兰教
在伊斯兰教传统中，所罗门是真主派来的先知与信使。和犹太传统一样，他是大卫王最小的儿子，被认为是伊斯兰先知。所罗门有许多才艺、智慧、灵魂见地，所以他的父亲叫他接续王位。在《古兰经》中：“我将智慧给予達吾德和苏莱曼，他们说：赞美真主，他从众信徒中拣选了我们”。（27:15）
与犹太教、基督教传统不同，伊斯兰教否认所罗门拜偶像，离弃真主，僅认为他因智慧与公义而在遍地闻名。

### 所罗门对宗教运动和犹太神的看法
虽然在所罗门早期为了建造犹太神殿费心费力，但后来自己意识到这都是毫无意义的劳苦。
我为自己动大工程，建造房屋，栽种葡萄园，修造园囿，在其中栽种各样果木树；挖造水池，用以浇灌嫩小的树木。 我买了仆婢，也有生在家中的仆婢；又有许多牛群羊群，胜过以前在耶路撒冷众人所有的。我又为自己积蓄金银和君王的财宝，并各省的财宝；又得唱歌的男女和世人所喜爱的物，并许多的妃嫔。这样，我就日见昌盛，胜过以前在耶路撒冷的众人。我的智慧仍然存留。凡我眼所求的，我没有留下不给它的；我心所乐的，我没有禁止不享受的；因我的心为我一切所劳碌的快乐，这就是我从劳碌中所得的份。后来，我察看我手所经营的一切事和我劳碌所成的功。谁知都是虚空，都是捕风；在日光之下毫无益处。
传道书2章4-11節
所罗门不仅认为建造犹太神殿毫无益处还认为宗教中也充满了世人的恶。
凡临到众人的事都是一样：义人和恶人都遭遇一样的事；好人，洁净人和不洁净人，献祭的与不献祭的，也是一样。好人如何，罪人也如何；起誓的如何，怕起誓的也如何。在日光之下所行的一切事上有一件祸患，就是众人所遭遇的都是一样，并且世人的心充满了恶；活着的时候心里狂妄，后来就归死人那里去了。
传道书9章2節
所罗门认为犹太神之上还有更高的存在。
你若在一省之中见穷人受欺压，并夺去公义公平的事，不要因此诧异；因有一位高过居高位的鉴察，在他们以上还有更高的。
（传道书5章8節，和合本）

如果你在某一省中看到穷人受欺压，公正和公义被夺去，不要因此感到惊奇，因为高位者之上有更高的在保护他，在他们之上还有更高的保护他们。
（传道书5章8節，標準譯本）

## 外部連結
1. 所罗门所著“传道书”解经注释──“圣经说”网站提供 （页面存档备份，存于）

| 前任： 父大衛 | 以色列統一王國第三代國王 約前970年－約前931年 | 继任： 子羅波安(猶大王) 耶羅波安一世(以色列王) |